# Сютерланд, Александр
Александр Сютерланд (Сутерланд, Сазерленд) (англ. A. Sutherland; (ок. 1700 — 27 июля 1760) — английский кораблестроитель на русской службе, построил одиннадцать линейных кораблей и четыре фрегата на Соломбальской верфи в Архангельске и в Санкт-Петербургском адмиралтействе, корабельный и камельный мастер полковничьего ранга.

## Биография
Александр Сютерланд родился около 1700 года. В 1736 году в капитанском чине был принят по контракту на русскую службу. В Россию приехал из Голландии. В феврале 1737 кода был приведён к присяге и определён Адмиралтейств-коллегией в должность корабельного и камельного мастера при адмиралтействе. Ему поручалось осмотреть все камели, составить их чертежи, обучать учеников камельному делу. 3 ноября 1737 года его брат Джон также поступил на русскую службу корабельным подмастерьем в ранге сухопутного поручика.

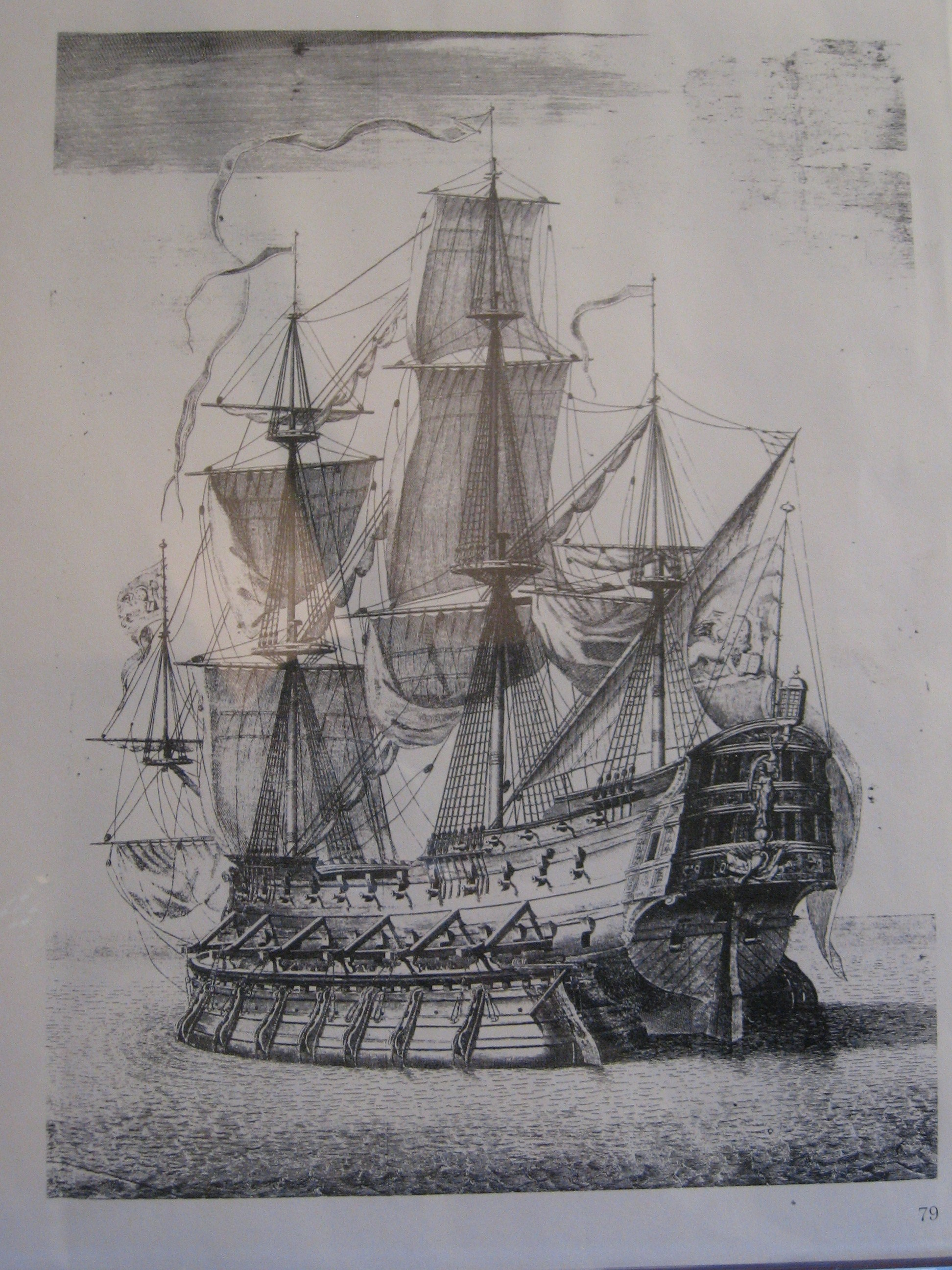
Корабль, поднятый на камели

С 1739 года А. Сютерланд работал на Соломбальской верфи в Архангельске. Осенью того же года вместе с корабельными мастерами Р. Рамзом и Д. Т. Щербачёвым, осматривал линейный корабль «Пётр I и II» на предмет его восстановления после пожара. В июле 1739 года заложил свой первый в России корабль — 32-пушечный фрегат «Меркуриус», который спустил на воду в мае 1740 года. В апреле 1740 года представил в Адмиралтейств-коллегию чертёж камеры и план сбережения на кораблях пороха от воды и огня. 15 апреля 1741 года был пожалован в майорский ранг. 31 июля 1741 года заложил один из серии кораблей типа «Слава России» — 66-пушечный парусный линейный корабль 3 ранга «Лесное», который был спущен на воду 5 мая 1743 года.

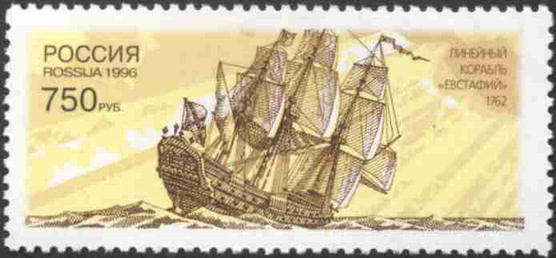
Корабль «Евстафий Плакида», один из серии кораблей «Слава России», на российской марке 1996 года

Вернулся в Санкт-Петербург, где в мае 1743 года на адмиралтейской верфи заложил 66-пушечный линейный корабль «Святая великомученица Варвара» (типа «Слава России»), который спустил на воду 26 мая 1745 года.
Вновь был направлен в Архангельск. 22 сентября 1747 года заложил на Соломбальской верфи фрегат «Архангел Михаил», который спустил на воду в июле 1748 года. 27 апреля 1748 года на Соломбальской верфи заложил 54-пушечный линейный корабль «Варахаил» (типа «Пётр Второй»), который был спущен 15 мая 1749 года. 7 июня 1749 года «Варахаил» с экипажем 349 человек под командованием капитана М. П. Шпанберга вышел из Лапоминской гавани для проводки в Санкт-Петербург, с помощью четырёх шлюпок подошёл к бару устья Северной Двины. При отдаче якоря по неизвестной причине «Варахаил» неожиданно опрокинулся и затонул. При крушении погибли один гардемарин и 27 матросов. Следствие обвинило командира в нарушении правил загрузки корабля, что привело, возможно, к потере остойчивости. М. П. Шпанберг был арестован, но высочайшим указом от 15 декабря 1752 года командир и все его подчинённые были оправданы и освобождены от суда. Причину катастрофы следствие не установило. К строителю корабля Александру Сютерланду претензий предъявлено не было. Вместе с капитаном Апрелевым и смотрителем над гаванью в Архангельском порту И. М. Сухотиным был послан разведать о том, нельзя ли спасти затонувший корабль.
На Соломбальской верфи в 1749—1753 годах корабел А. Сютерланд построил три 66-пушечных линейных корабля «Москва» (заложен 24 августа 1749 года, спущен на воду 19 апреля 1750 года), «Ингерманланд» (заложен 4 июня 1751 года, спущен на воду 30 апреля 1752 года), «Наталия» (заложен 15 апреля 1753 года, спущен на воду 26 апреля 1754 года). Два последних корабля участвовали в Семилетней войне 1756—1763 годов. 8 сентября 1751 года был пожалован рангом полковничьим. Параллельно со строительством линейных кораблей, в мае 1753 года заложил в Архангельске фрегат «Вахтмейстер» (спущен на воду в 1754 году).
Был командирован в Санкт-Петербург. 2 июня 1753 года на Кронштадтской верфи заложил 80-пушечный линейный корабль «Святой Павел» (спущен на воду 10 июля 1755 года). В апреле 1754 года на Соломбальской верфи вместе с корабельным мастером И. В. Ямесом начал строительство фрегата «Святой Михаил» (спущен на воду в 1758 году). 26 апреля 1755 года в Архангельске заложил 66-пушечный линейный корабль «Астрахань» (спущен на воду 12 мая 1756 года). 11 апреля 1756 года в Санкт-Петербургском адмиралтействе заложил 100-пушечный линейный корабль «Святой Дмитрий Ростовский», а 1 августа 1756 года начал строительство 80-пушечного линейного корабля «Святой Андрей Первозванный». Оба корабля были спущены на воду в июне 1758 года и участвовали в Семилетней войне 1756—1763 годов. При спуске корабля «Святой Дмитрий Ростовский» мастеру Сютерланду императрица Елизавета Петровна пожаловала в награду 300 рублей.
В 1757 году вновь был послан на Соломбальскую верфь, где 29 апреля вместе с корабельным мастером И. В. Ямесом заложил 66-пушечный корабль из серии «Слава России» без названия, который был спущен на воду 20 мая 1758 года. 19 сентября корабль сел на мель около Дании, из-за трехдневной непогоды (сильного ветра и дождя) получил пробоины, переломился и 26 сентября затонул.

Герб баронов Сутерланд

16 декабря 1758 года в Санкт-Петербургском адмиралтействе Сютерланд заложил 80-пушечный линейный корабль с первоначальным именем «Принц Георг» (переименован в «Святую Екатерину» и спущен 6 мая 1762 года после смерти кораблестроителя, достраивал корабль корабельный мастер И. И. Афанасьев).
В январе 1760 года корабельный мастер был назначен присутствующим в обер-сарваерской конторе, по болезни обер-сарваера и сарваера.
Умер Александр Сютерланд 27 июля 1760 года, был погребён 2 августа в Санкт-Петербурге.

## Семья
Александр Сютерланд был женат на английской подданной Мэри (Sutherland Mary, 1712—1786). В семье было четыре сына: Ричард (1739—1791); Джон (1742—1773); Джордж (рожд. 1745); Александер Хендерс (рожд. 1753).
Старший сын Александра Сютерланда — Ричард был купцом, в 1779 году, после смерти придворного банкира И. Ю. Фридрикса, был назначен на его должность, статский советник. Возведён в потомственное баронское достоинство Всероссийской Империи по Именному Высочайшему Указу Екатерины II от 7 июля 1788 года. Родоначальник угасшего русского баронского рода Сутерланд, герб которого 26 ноября 1788 года был внесён в Сборник дипломных гербов Российского Дворянства. Был уличён в коррупции и 5 октября 1791 года покончил с собой, приняв яд в личном особняке. Средний сын Александра Сютерланда — Джон пошёл по стопам отца и стал кораблестроителем.